# Малужина
Малужина (слч. Malužiná) насељено је мјесто са административним статусом сеоске општине (слч. obec) у округу Липтовски Микулаш, у Жилинском крају, Словачка Република.

## Становништво
| Година:    | 1994. | 2004.   | 2014.    | 2024.   |
| ---------- | ----- | ------- | -------- | ------- |
| Број људи: | 289   | 286     | 257      | 235     |
| Разлика:   |       | -1,03 % | -10,13 % | -8,56 % |

| Година:    | 2023. | 2024. |
| ---------- | ----- | ----- |
| Број људи: | 235   | 235   |
| Разлика:   |       | +0 %  |

Према подацима о броју становника из 2011. године насеље је имало 267 становника.